# Faunapassage
En faunapassage er en kunstigt skabt spredningskorridor. Den skal give dyrene passage forbi de forhindringer, der opstår, når mennesker udnytter landskabet.
Passagen kan bestå i 
- fisketrapper (fisk)
- betonrør under veje (padder, ræv, grævling). Er den forholdsvis lille kaldes den  paddetunnel, mens større konstruktioner kan kaldes faunatunnel.
- broføring hen over udyrket jord (hjort)
- broføring i mindst 12 m bredde, hvor "naturen" føres over vej, kanal eller bane (storvildt)

En af de mere kendte faunapassager, er faunapassagen der går over Svendborgmotorvejen (primærrute 9) der går mellem Odense og Svendborg. Den kostede 18 mio. kr og skulle være med til at den truede og sky hasselmus, der lever i Ravnebjerg Skov nord for Svendborg kunne komme over motorvejen.